# University of Kashmir
Die University of Kashmir (Kashmiri: دانشگاه کشمیر, Hindi कश्मीर विश्वविद्यालय) ist eine Universität in Jammu und Kashmir, Indien. Sie liegt an der Westseite des Dal-Sees in Srinagar.

## Campus
Der Ursprung der University of Kashmir liegt in der Jammu and Kashmir University im Jahr 1948. 1969 wurde diese in zwei eigenständige Universitäten aufgeteilt: die University of Kashmir in Srinagar und die University of Jammu in Jammu. Die University of Kashmir hat sich seit ihrer Gründung auf das Gebiet von Hazratbal konzentriert und erstreckt sich dort über drei an einandergrenzende Örtlichkeiten: Amar Singh Bagh, Naseem Bagh und Mirza Bagh. Der Campus belegt eine Fläche von über 1,06 Quadratkilometern. Die Universität ist die nach der Zahl der Vollzeit-Studenten die größte Universität in Jammu und Kashmir. Anfänglich waren viele Einrichtungen im Bereich von Naseem Bagh eingerichtet, doch da die Universität beschlossen hat, diesen Teil als Schutzgebiet zu erhalten, wurden sie in andere Teile des Campus verlegt. Seit April 2013 wird der Zakura Campus in der Nähe des Hazratbal Campus aufgebaut, um den Ausbau der Universität zu ermöglichen. Mirza Bagh oder „University Town“ ist das Wohngebiet der Universitätsangestellten.
Vom Vizekanzler J. A. K. Tareen wurde 2002 die Idee vorgestellt, Postgraduate-Kurse auf Colleges auszuweiten und Niederlassungen der Universität in Ananthang und Baramulla einzurichten. Es gelang ihm Geld vom Premierminister für das Vorhaben der neuen Zweigstellen so wie den Ausbau des bestehenden Campus zu bekommen. Die Grundsteine für den Ausbau wurden von Mufti Muhammad Sayeed gelegt.  Danach benötigte der Aufbau der neuen Zweigstellen jedoch lange Zeit und sie wurden erst 2008/2009 in Betrieb genommen. Auf dem Hauptcampus wurden die neuen Gebäude der Sozialwissenschaften, Naturwissenschaften, Medienwissenschaft, das Prüfungsgebäude und das Fernunterrichtsgebäude zwischen 2001 und 2004 aus den Sondermitteln des Premierministers erbaut. Ein Tagungszentrum mit 200 Plätzen wurde ebenfalls errichtet. Der Süd-Campus der Universität in Fateh Garh, Anantnag wurde im Oktober 2008 in Betrieb genommen. Der Nord-Campus in Delina, Baramulla wurde im Dezember 2009 eröffnet. Drei weitere Niederlassungen in Kupwara, Kargil und Leh werden noch entstehen.

## Studienangebot
Die Universität hat 12 Fakultäten, 47 akademische Abteilungen, 21, akademische Zentren, 36 Colleges und sechs weitere private Institute unter ihrer Aufsicht. Die beiden größten Fakultäten nach der Zahl der Studenten sind die juristische Fakultät und die Business School. Die juristische Fakultät ist die älteste Abteilung der Universität und bietet drei Studiengänge: LLB, LLM und B.A,LLB (Hons). Ein Postgraduate Kurs in Menschenrechten wird ebenso angeboten. Die Fakultät gibt eine Forschungszeitschrift auf der Basis von Gutachten heraus, die  Kashmir University Law Review (KULR). Die Business School bietet einen Integrated MBA (IMBA) und einen Master of Tourism and Hospitality Management (MTHM). Absolventen des Media Education Research Centre (MERC) arbeiten bei lokalen und nationalen Fernsehsendern und Printmedien. Im Masterprogramm „Kashmir and South Asia Studies“ das vom UNESCO Madanjeet Singh Institute Of Kashmir Studies seit 2013 unter neuen Leitlinien vom South Asia Foundation (SAF) und der University of Kashmir angeboten wird, forschen einheimische und ausländische Studenten über Kaschmir aus unterschiedlichen Blickwinkeln.
Im März 2016 gab die Universitätsleitung bekannt, dass sie in Zukunft deutlich mehr Studenten zum Studium zulassen wolle (bis zu 7000 pro Jahr statt der bisher etwa 3500 Aufnahmen bei rund 17.000 Bewerbungen). Damit wolle sie einen Beitrag dazu leisten, das nicht so viele angehende Akademiker aus Jammu und Kashmir abwanderten.

## Stipendien
Die Universität vergibt Stipendien für zwei Studenten mit den besten Studienleistungen in verschiedenen Fächern. Außerdem gibt es vier Forschungsstipendien und einen Unterstützungsfonds für Studenten mit sehr guten Studienleistungen aus einkommensschwachen Familien.

## Zeitschrift
Das Journal of Research and Development ist eine jährlich erscheinende von Schiedsrichtern kontrollierte Zeitschrift, die vom Centre of Research and Development (CORD), University of Kashmir herausgegeben wird. Die Zeitschrift versteht sich als Diskussionsforum der Wissenschaft. Sie zielt besonders auf neue Forschungsergebnisse ab, veröffentlicht aber auch Berichte und Kommentare.

## Wohnheime
Die Universität bietet Studenten, Lehrern und anderen Angestellten Wohnheimplätze auf Nachfrage an.

## Absolventen
- Agha Shahid Ali (1949–2001) – kaschmirischer Dichter[14]
- Altaf Qadri – Journalist und Fotograf[15]
- Ayub Thakur (1948–2004) – politischer Aktivist[16]
- Farooq Kathwari – Präsident und CEO der Ethan Allen Interiors Inc.[17]
- Mohammad Farooq Nazki – Dichter[18]
- Ghulam Nabi Azad – indischer Politiker[19]
- Mansoor Ahmad Mir – oberster Richter des Hohen Gerichtes von Himachal Pradesh[20]
- Mehbooba Mufti – indische Politikerin[21]
- Mirwaiz Umar Farooq – Vorsitzender des Awami Action Committees[22]
- Tarannum Riyaz – indische Geschäftsfrau[23]

## Angeschlossene Colleges
| Staatliche Colleges | Private Colleges |
| --- | --- |
| Composite Regional Centre - Government Medical College,Srinagar - Government Dental College Srinagar - Govt. College of Education in Srinagar - Govt. College of Physical Education - Institute of Music and Fine Arts in Srinagar | - Iqbal institute of technology & management Hyderpora - CASET Institute of Computer Sciences, Sgr - S.S.M. College of Engineering in Baramulla - Sopore Law College, Sopore - Kashmir Law College, Srinagar - SEM College, Budgam - Institute of Asian Medical Sciences and Motherland Hospital, Zakura Sgr |
| Angeschlossene staatliche Colleges | |
| 1. Amar Singh College, Srinagar 2. Sri Pratap College, Srinagar 3. Government College for Women, M.A. Road Srinagar 4. Government College for Women, Nawakadal Srinagar 5. Government Degree College, Bemina 6. Islamia College of Science and Commerce, Srinagar 7. Vishwa Bharti Women’s College, Srinagar 8. Gandhi Memorial College, Srinagar 9. Government College for Women, Anantnag 10. Government Degree College for Boys, Anantnag 11. Government College for Women, Baramulla 12. Government College for Boys, Baramulla 13. Government Degree College, Kupwara 14. Government Degree College, Handwara 15. Govt. Degree College, Sopore 16. Govt. Degree College, Leh, Ladakh | 1. Govt. Degree College, Pulwama 2. Govt. Degree College, Tral 3. Govt. Degree College, Shopian 4. Govt. Degree College, Ganderbal 5. Govt. Degree College, Kulgam 6. Govt.Degree College, Doru 7. Govt. Degree College, Pattan 8. Govt. Degree College, Beerwah 9. Govt. Degree College, Uri 10. Govt. Degree College, Bijbehara 11. Sheikh-ul-Aalam Memorial Degree College, Budgam 12. Hassan Khoiyehami Memorial Degree College, Bandipora 13. Govt. Degree College for Women, Sopore 14. Govt. Degree College, Magam |